# Flaga Ligi Państw Arabskich
Flaga Ligi Państw Arabskich – oficjalna flaga Ligi Państw Arabskich. 

## Historia i symbolika
Została przyjęta w 1945 roku. Zielony kolor i biały półksiężyc oznaczają islam. Nad półksiężycem umieszczono w języku arabskim nazwę organizacji. Łańcuch oznacza jedność, a wieniec laurowy symbolizuje pokój i godność.